# Lo spettro (film 1916)
Lo spettro (Le Spectre) è un film muto del 1915 diretto da Louis Feuillade. È il quarto episodio del serial I vampiri, uscito nel gennaio 1916.

## Trama
Lo spettro

Il Grande Vampiro, travestito da agente immobiliare con il nome di Trep, viene avvicinato da Moreno, un uomo d'affari alla ricerca di un appartamento fornito di cassetta di sicurezza. Trep sospetta di Moreno e chiede a Irma Vep di fare delle indagini su di lui. Si scopre così che pure Moreno è un criminale.
Monsieur Renoux-Deval, un dirigente di banca, lascia a Metadier, un suo dipendente, le istruzioni per il trasferimento di 300.000 franchi. Quella sera, Metadier, di ritorno a casa dopo essere stato al cinema, incappa - sul treno che lo riporta a casa - in un agguato dei Vampiri che lo buttano giù sulla strada ferrata. Poiché il giorno dopo l'impiegato non si presenta al suo posto di lavoro, viene sostituito da Irma Vep che, questa volta, lavora come segretaria nella banca con il nome di mademoiselle Juliette.
Alla banca, però, all'ultimo momento si presenta un uomo che si fa passare per Metadier. Quando lo vede, mademoiselle Juliette, che ha partecipato all'aggressione sul treno, crede si tratti di uno spettro e quasi sviene. Il falso Metadier ruba i 300.000 franchi e poi fugge, seguito in auto dal Grande Vampiro. Ma l'uomo, senza farsi vedere dai suoi inseguitori, si cala in una botola e sparisce.
Guérande, sempre sulle tracce della banda, quando vede Juliette, riconosce in lei Irma Vep. Segue l'avventuriera e la vede entrare in una casa. Il giornalista, per scoprire cosa succede nell'appartamento, mette in moto Mazamette che, con la sua presenza, travestito da venditore di vini, distrae l'attenzione da Guérande il quale riesce a introdursi non visto nella casa. Nella cassaforte, rinviene il corpo di Metadier.
Dentro, il giornalista spia Irma Vep e il Grande Vampiro: Guérande entra in scena deciso a catturare la banda, ma i Vampiri riescono a fuggire ancora una volta. A questo punto arriva anche lo Spettro che si scopre non essere altri che Moreno che, quando apre la cassaforte, ne scopre il doppio fondo che la fa comunicare con l'appartamento vicino. Guérande lo cattura e si fa raccontare tutta la storia; Moreno si è imbattuto per caso, tornando a casa, nel corpo dell'impiegato, ha letto le istruzioni che aveva con sé e ha deciso di travestirsi come lui per rubare i 300.000 franchi. Per farlo, ha pensato che era meglio far sparire il corpo e lo aveva portato, aiutato dai suoi complici, nell'appartamento, chiudendolo nella cassaforte. All'arrivo della polizia, chiamata in precedenza per telefono, Guérande consegna il ladro.

### Episodi del serial
1. I vampiri (La Tête coupée) 33 min. Uscita il 13 novembre 1915
2. I vampiri (La Bague qui tue) 15 min. Uscita il 13 novembre 1915
3. Il crittogramma rosso (Le Cryptogramme rouge) 42 min. Uscita il 4 dicembre 1915
4. Lo spettro (Le Spectre) 32 min. Uscita il 7 gennaio 1916
5. L'evasione del morto (L'Evasion du mort) 37 min. Uscita il 28 gennaio 1916
6. Mazamette milionario (Les Yeux qui fascinent) 58 min. Uscita il 24 marzo 1916
7. Satana (Satanas) 46 min. Uscita il 15 aprile 1916
8. Il padrone della folgore (Le Maître de la foundre) 55 min. Uscita il 12 maggio 1916
9. L'uomo dai veleni (L'Homme des poisons) 53 min. Uscita il 2 giugno 1916
10. Nozze di sangue (Les Noces sanglantes) 60 min. Uscita il 30 giugno 1916

## Produzione
Il film fu prodotto dalla Société des Etablissements L. Gaumont. Un paio di scene dell'episodio furono girate davanti al Gaumont Palace di Parigi, il grande cinema inaugurato nel 1911 dalla società francese che distribuiva i propri film e che era considerato, con i suoi 3.400 posti, la più grande sala cinematografica del mondo.

## Distribuzione
Distribuito dalla Société des Etablissements L. Gaumont, il film uscì in sala il 7 gennaio 1916.

## Censura
Per la versione da distribuire in Italia, la censura italiana soppresse nell'atto 1° la scena in cui si assiste all'uccisione di Metadier, mediante colpo di spillone.